# Heidedansvlieg
De heidedansvlieg (Empis serotina) is een vliegensoort uit de familie van de dansvliegen (Empididae). De wetenschappelijke naam van de soort is voor het eerst geldig gepubliceerd in 1867 door Loew.